# 厄齊康縣 (北卡羅萊納州)
厄齊康县（英語：Edgecombe County）是美國北卡羅萊納州東部的一個縣。面積1,312平方公里。根据美國2000年人口普查，共有人口55,606人。縣治塔波羅（Tarboro）。
成立於1741年4月4日。縣名紀念英國財政大臣理查·厄齊康（Richard Edgecombe）。